# 喜荫隆胎鳚
喜蔭隆胎鳚（學名：Emblemaria vitta），為輻鰭魚綱鳚形目煙管鳚科隆胎鳚屬的一種，分布於中西大西洋納弗沙島海域，深度26至32公尺，本魚體延長，頭相對較長，吻尖，吻部有2條粗糙的縱脊，口腔頂部兩側各有1排牙齒，眼上有1觸鬚，鼻孔有短鬚，無側線、無鱗片，背鰭硬棘18-20枚、背鰭軟條13枚，頭部和身體呈淺棕色，有成排的棕色小斑點，完全是深棕色，後部一半是奶油色，背鰭前1/3為黑色或淡褐色，有數排縱行小黑點，第1-4根硬棘基部有一大塊橙色斑塊，後1/3為淺色，虹膜紅色，腹鰭棕色，眼觸鬚半透明，體長可達4公分，棲息在沙石底質海域，通常躲在空的蠕蟲管中，以浮游動物為食，雌魚產附著性卵，由雄魚守護魚卵，生活習性不明。